# Danijjel Ben-Simon
Danijjel Ben-Simon (he.: דניאל בן סימון, ang.: Daniel Ben-Simon, ur. 29 kwietnia 1954 w Maroku) – izraelski dziennikarz, pisarz i polityk, w latach 2009–2013 poseł do Knesetu.

## Życiorys
Urodził się 29 kwietnia 1954 w Maroku. Wyemigrował do Izraela.
Służbę wojskową odbył w latach 1972–1976 w brygadzie Golani. Ukończył studia z zakresu politologii i socjologii na Uniwersytecie w Hajfie, a następnie dziennikarstwo na Uniwersytecie Bostońskim.
Pracował jako dziennikarz. W latach 1997–2007 opublikował cztery książki.
W wyborach w 2009 został wybrany posłem z listy Partii Pracy. W osiemnastym Knesecie zasiadał w komisjach: edukacji, kultury i sportu; finansów; budownictwa; ds. równouprawnienia i statusu kobiet; interpretacji; etyki oraz ds. absorpcji imigrantów i diaspory. W wyborach w 2013 utracił miejsce w parlamencie.